# Manuella Kalili
Manuella Kalili, né le 2 novembre 1912 à Honolulu et mort le 14 septembre 1969 dans la même ville, est un nageur américain.

## Carrière
Manuella Kalili participe aux Jeux olympiques d'été de 1932 à Los Angeles et remporte la médaille d'argent dans l'épreuve du 4x200m nage libre avec George Fissler, Frank Booth et son frère Maiola Kalili.